# Seznam písní Demi Lovato

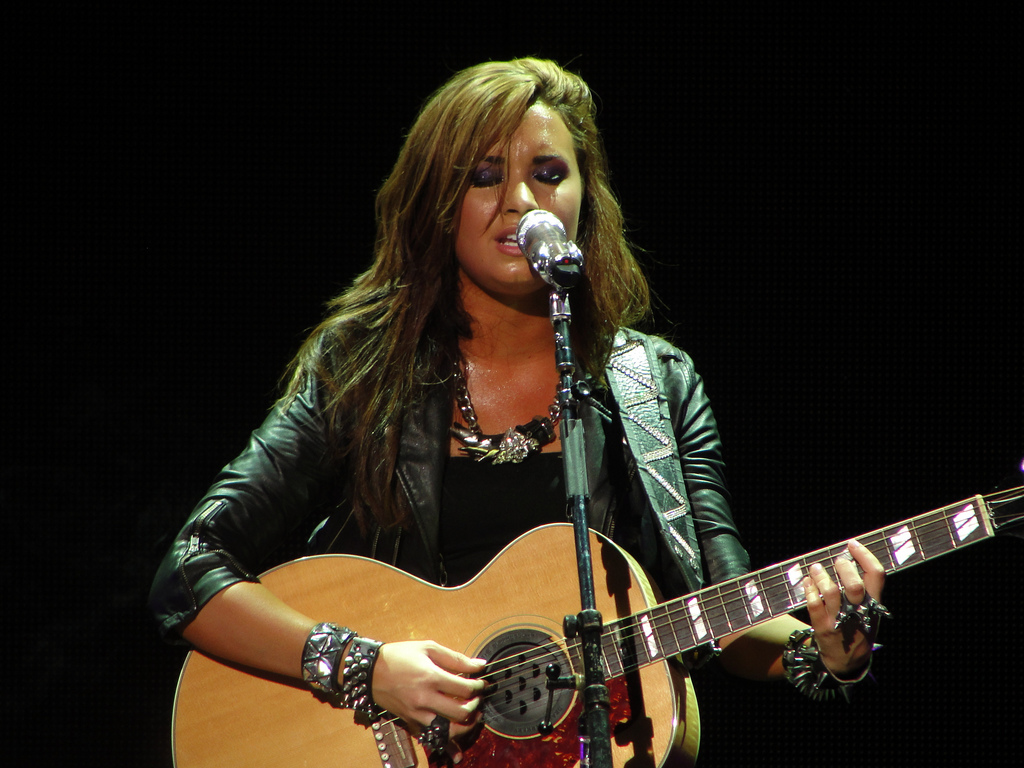
Demi Lovato vystupuje na turné s Jonas Brothers v roce 2010

Kompletní seznam skladeb od americké herečky, zpěvačky a skladatelky Demi Lovato.
| Název písně                                                       | Skladatel/é                                                         | Album                                 | Rok  | Poznámky                                                        |
| ----------------------------------------------------------------- | ------------------------------------------------------------------- | ------------------------------------- | ---- | --------------------------------------------------------------- |
| #                                                                 |                                                                     |                                       |      |                                                                 |
| "1, 2, 3 Goodbye"                                                 | Demi Lovato                                                         | Žádné album                           | 2008 | Představení, uváděné jako skrytý bonus na DVD Camp Rocku.       |
| B                                                                 |                                                                     |                                       |      |                                                                 |
| "Back Around"                                                     | Demi Lovato, Joe Jonas, Kevin Jonas, Nick Jonas                     | Don't Forget                          | 2008 | Uvedeno na digitálním mezinárodním vydání.                      |
| "Believe in Me"                                                   | Kara DioGuardi, John Fields, Demi Lovato                            | Don't Forget                          | 2008 |                                                                 |
| "Behind Enemy Lines"                                              | Demi Lovato, Joe Jonas, Kevin Jonas, Nick Jonas                     | Don't Forget                          | 2009 | Uvedeno na deluxovém vydání.                                    |
| "Brand New Day"                                                   | Kara DioGuardi, Mitch Allan                                         | Camp Rock 2: The Final Jam            | 2010 |                                                                 |
| C                                                                 |                                                                     |                                       |      |                                                                 |
| "Can't Back Down"                                                 | Antonina Armato, Tim James, Tom Sturges                             | Camp Rock 2: The Final Jam            | 2010 |                                                                 |
| "Catch Me"                                                        | Demi Lovato                                                         | Here We Go Again                      | 2009 |                                                                 |
| D                                                                 |                                                                     |                                       |      |                                                                 |
| "Different Summers"                                               | Jamie Houston                                                       | Camp Rock 2: The Final Jam            | 2010 |                                                                 |
| "Don't Forget"                                                    | Demi Lovato, Joe Jonas, Kevin Jonas, Nick Jonas                     | Don't Forget                          | 2008 |                                                                 |
| E                                                                 |                                                                     |                                       |      |                                                                 |
| "Everytime You Lie"                                               | Demi Lovato, John Fields, Jon McLaughlin                            | Here We Go Again                      | 2009 |                                                                 |
| "Everything You're Not"                                           | Demi Lovato, Toby Gad, Lindy Robbins                                | Here We Go Again                      | 2009 |                                                                 |
| F                                                                 |                                                                     |                                       |      |                                                                 |
| "Falling Over Me"                                                 | Demi Lovato, John Fields, Jon McLaughlin                            | Here We Go Again                      | 2009 |                                                                 |
| G                                                                 |                                                                     |                                       |      |                                                                 |
| "Get Back"                                                        | Demi Lovato, Joe Jonas, Kevin Jonas, Nick Jonas                     | Don't Forget                          | 2008 |                                                                 |
| "Gift of a Friend"                                                | Demi Lovato, Andy Dodd, Adam Watts                                  | Here We Go Again                      | 2009 | Také uvedeno v soundtracku filmu Zvonilka a ztracený poklad.    |
| "Gonna Get Caught"                                                | Demi Lovato, Joe Jonas, Kevin Jonas, Nick Jonas                     | Don't Forget                          | 2008 |                                                                 |
| "Got Dynamite"                                                    | Evan Bogart, Gary Clark, Victoria Horn                              | Here We Go Again                      | 2009 |                                                                 |
| H                                                                 |                                                                     |                                       |      |                                                                 |
| "Here We Go Again"                                                | Mher Filian, Isaac Hasson, Lindy Robbins                            | Here We Go Again                      | 2009 |                                                                 |
| "Heart Attack"                                                    | Demi Lovato                                                         | Heart Attack                          | 2013 |                                                                 |
| I                                                                 |                                                                     |                                       |      |                                                                 |
| "It's Not Too Late"                                               | Adam Watts, Andy Dodd                                               | Camp Rock 2: The Final Jam            | 2010 |                                                                 |
| "It's On"                                                         | Lyrica Anderson, Kovasclar Myvette, Toby Gad                        | Camp Rock 2: The Final Jam            | 2010 |                                                                 |
| J                                                                 |                                                                     |                                       |      |                                                                 |
| K                                                                 |                                                                     |                                       |      |                                                                 |
| L                                                                 |                                                                     |                                       |      |                                                                 |
| "La La Land"                                                      | Demi Lovato, Joe Jonas, Kevin Jonas, Nick Jonas                     | Don't Forget                          | 2008 |                                                                 |
| M                                                                 |                                                                     |                                       |      |                                                                 |
| "Make a Wave" (s Joem Jonasem)                                    |                                                                     | Žádné album                           | 2010 | Vydáno jako podpora pro organizaci Disney's Friends for Change. |
| "Me, Myself and Time"                                             | Antonina Armato, Tim James, Devrim Karaoglu                         | Sonny with a Chance                   | 2010 |                                                                 |
| "The Middle"                                                      | Kara DioGuardi, John Fields, Jason Reeves                           | Don't Forget                          | 2008 |                                                                 |
| "Moves Me"                                                        | Kara DioGuardi, John Fields, Jason Reeves                           | Žádné album                           |      |                                                                 |
| N                                                                 |                                                                     |                                       |      |                                                                 |
| O                                                                 |                                                                     |                                       |      |                                                                 |
| "On the Line" (uváděno s Jonas Brothers)                          | Demi Lovato, Joe Jonas, Kevin Jonas, Nick Jonas                     | Don't Forget                          | 2008 |                                                                 |
| "One and the Same" (se Selenou Gomezovou)                         | Dave Derby, Colleen Fitzpatrick, Michael Kotch                      | Disney Channel Playlist               | 2009 |                                                                 |
| "Our Time Is Here"                                                | Antonina Armato, Tim James                                          | Camp Rock                             | 2008 |                                                                 |
| P                                                                 |                                                                     |                                       |      |                                                                 |
| "Party"                                                           | Demi Lovato, John Fields, Robert Schwartzman                        | Don't Forget                          | 2008 |                                                                 |
| Q                                                                 |                                                                     |                                       |      |                                                                 |
| "Quiet"                                                           | Demi Lovato, Scott Cutler, Anne Preven                              | Here We Go Again                      | 2009 |                                                                 |
| R                                                                 |                                                                     |                                       |      |                                                                 |
| "Remember December"                                               | Demi Lovato, John Fields, Anne Preven                               | Here We Go Again                      | 2009 |                                                                 |
| S                                                                 |                                                                     |                                       |      |                                                                 |
| "Send It On" (s Jonas Brothers, Miley Cyrus, a Selenou Gomezovou) | Adam Anders, Peter Astrom, Nikki Hassman                            | Žádné album                           | 2009 | Vydáno jako podpora pro organizaci Disney's Friends for Change. |
| "Skyscraper"                                                      | Kerli Kõiv, Toby Gad, Demi Lovato                                   | Unbroken                              | 2011 |                                                                 |
| "So Far So Great"                                                 | Aris Archontis, Jeannie Lurie, Chen Neeman                          | Here We Go Again, Sonny with a Chance | 2009 |                                                                 |
| "Solo"                                                            | Demi Lovato, John Fields, Anne Preven                               | Here We Go Again                      | 2009 |                                                                 |
| "Stop the World"                                                  | Demi Lovato, Nick Jonas                                             | Here We Go Again                      | 2009 |                                                                 |
| T                                                                 |                                                                     |                                       |      |                                                                 |
| "That's How You Know"                                             | Robbie Buchanan, Alan Menken, Stephen Schwartz                      | Disneymania 6, Princess Disneymania   | 2008 |                                                                 |
| "This Is Me"                                                      | Andy Dodd, Adam Watts                                               | Camp Rock                             | 2008 |                                                                 |
| "Trainwreck"                                                      | Demi Lovato                                                         | Don't Forget                          | 2008 |                                                                 |
| "Two Worlds Collide"                                              | Demi Lovato, Joe Jonas, Kevin Jonas, Nick Jonas                     | Don't Forget                          | 2008 |                                                                 |
| U                                                                 |                                                                     |                                       |      |                                                                 |
| "U Got Nothin' on Me"                                             | Demi Lovato, John Fields, Mher Filian, Isaac Hasson, Jon McLaughlin | Here We Go Again                      | 2009 |                                                                 |
| "Until You're Mine"                                               | Andy Dodd, Adam Watts                                               | Don't Forget                          | 2008 |                                                                 |
| V                                                                 |                                                                     |                                       |      |                                                                 |
| W                                                                 |                                                                     |                                       |      |                                                                 |
| "We Rock"                                                         | Kara DioGuardi, Greg Wells                                          | Camp Rock                             | 2008 |                                                                 |
| "We'll Be a Dream" (s We the Kings)                               | Travis Clark                                                        | Smile Kid                             | 2010 |                                                                 |
| "What To Do"                                                      | Jeannie Lurie, Aris Archontis, and Chen Neeman                      | Sonny with a Chance                   | 2010 |                                                                 |
| "What We Came Here For"                                           | Jamie Houston                                                       | Camp Rock 2: The Final Jam            | 2010 |                                                                 |
| "Who Will I Be?"                                                  | Matthew Gerrard, Robbie Nevil                                       | Camp Rock                             | 2008 |                                                                 |
| "Wonderful Christmastime"                                         | Paul McCartney                                                      | All Wrapped Up                        | 2008 |                                                                 |
| "Work of Art"                                                     | Adam Anders, Nikki Hassman, and Pam Sheyne                          | Sonny with a Chance                   | 2010 |                                                                 |
| "World of Chances"                                                | Demi Lovato, John Mayer                                             | Here We Go Again                      | 2009 |                                                                 |
| "Wouldn't Change a Thing"                                         | Adam Anders, Nikki Hassma, Peer Astrom                              | Camp Rock 2: The Final Jam            | 2010 |                                                                 |
| X                                                                 |                                                                     |                                       |      |                                                                 |
| Y                                                                 |                                                                     |                                       |      |                                                                 |
| "You're My Favorite Song" (s Joem Jonasem)                        | Jeannie Lurie, Chen Neeman, Aris Archontis                          | Camp Rock 2: The Final Jam            | 2010 |                                                                 |
| Z                                                                 |                                                                     |                                       |      |                                                                 |